# Horasan
Horasan – miasto w Turcji, w prowincji Erzurum. W 2019 roku liczyło 19 223 mieszkańców.